# Wilhelm von Gaza

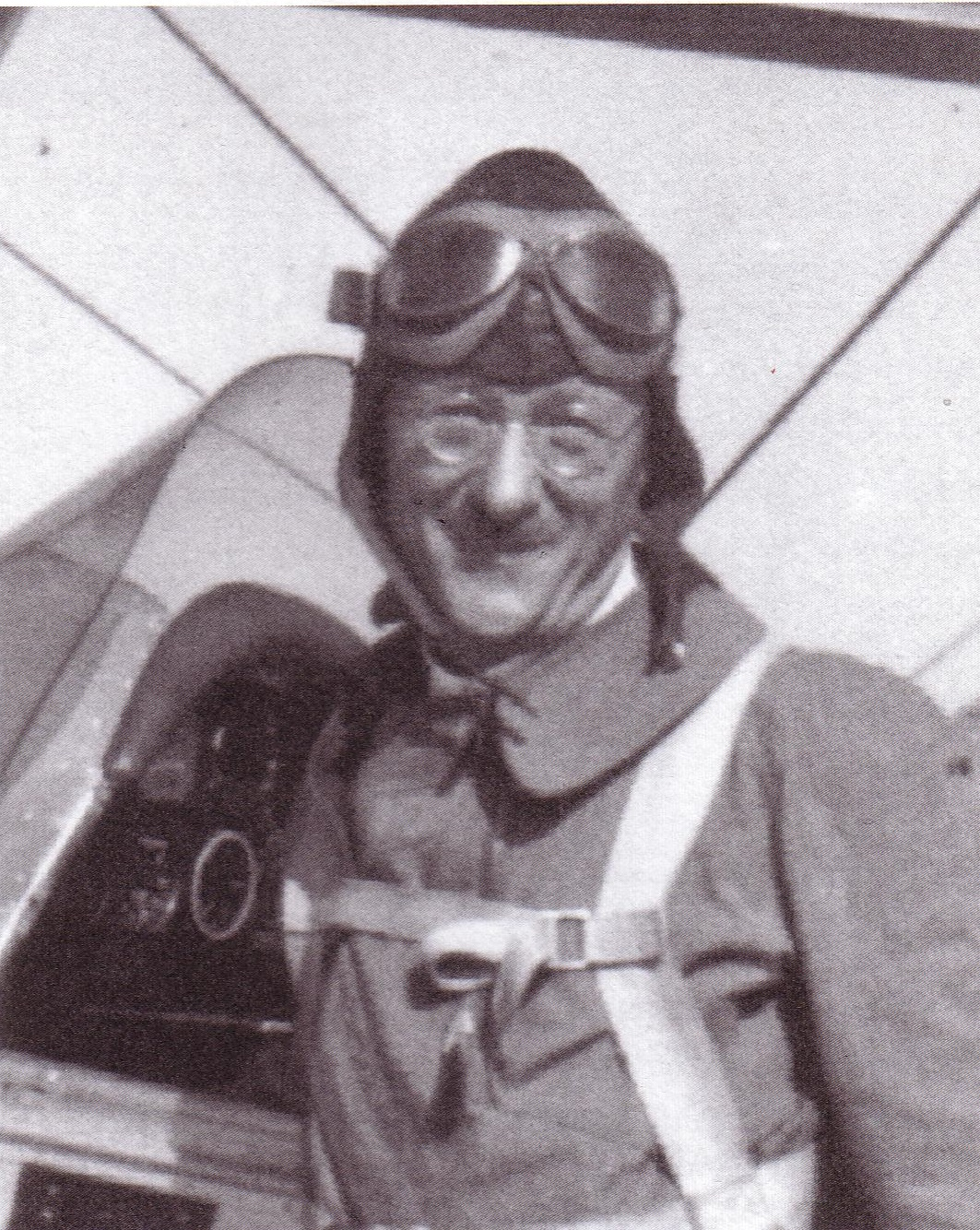
Wilhelm von Gaza

Wilhelm von Gaza, eigentlich: Wilhelm Philipp Emanuel von Gazen genannt Gaza (* 3. Februar 1883 in Koserow; † 24. April 1936 in Rostock) war ein deutscher Chirurg und Hochschullehrer. Schwerpunkte seiner Arbeit waren neben der allgemeinen Chirurgie und der Gefäßchirurgie die Wundversorgung und Wundheilung sowie die Chirurgie der Blutgefäße. Nach ihm wurde 1924 die „Gazasche Operation“, eine Vorstufe der Grenzstrang-Resektion benannt.

## Leben
Wilhelm von Gaza – Sohn des Pfarrers und späteren Superintendenten Bernhard von Gaza und dessen Frau Wilhelmine geb. Holz – besuchte das Greifswalder Gymnasium, wo er 1902 das Abitur ablegte. Anschließend leistete er als Einjährig-Freiwilliger seinen Militärdienst ab. Er studierte von 1903 bis 1907 Medizin an der Universität Greifswald. 1906 bestand er das Examen als Turnlehrer. Nach seinem medizinischen Staatsexamen im Juni 1907 erhielt er die Approbation. Danach arbeitete er bis 1908 als Assistent am Pathologisch-Anatomischen und am Bakteriologischen Institut der Universität Greifswald, wo er auch promoviert wurde.
Ab Juli 1908 war er als Assistent bei Friedrich Trendelenburg an der Chirurgischen Klinik der Universität Leipzig tätig, zuletzt 1911 als Oberarzt. Anschließend ging er bis 1912 als Volontärassistent an die Leipziger Universitätsfrauenklinik. Im Oktober 1912 ließ er sich als Facharzt für Chirurgie und Frauenheilkunde in Leipzig nieder.
Während des Ersten Weltkriegs meldete er sich als Freiwilliger und diente von August 1914 bis Dezember 1918 als Sanitätsoffizier und Chirurg in Feldlazaretten und Sanitätskompanien. Anschließend ging er an die Georg-August-Universität Göttingen. Bei dem Chirurgen Rudolf Stich habilitierte er sich 1919. Im August 1923 wurde er außerordentlicher Professor und ab November desselben Jahres 1. Oberarzt der Chirurgischen Universitätsklinik in Göttingen. Außerdem war er Schriftführer der Göttinger Medizinischen Gesellschaft und gehörte dem Hochschulamt für Leibesübungen an.
Im April 1928 folgte er einem Ruf auf den Lehrstuhl für Chirurgie an der Universität Rostock, wo er zugleich Direktor der Chirurgischen Klinik und Poliklinik wurde. 1931 leitete er die 42. Tagung der Vereinigung Nordwestdeutscher Chirurgen. 1932/1933 war er Dekan der Medizinischen Fakultät. An der von ihm geleiteten Klinik wurden nach Erlass des Gesetzes zur Verhütung erbkranken Nachwuchses 1933 Zwangssterilisationen durchgeführt.
Im Juli 1933 wurde er Mitglied der Flieger-SA und erhielt im selben Jahr den Pilotenschein als Kunstflieger. Außerdem war er Untergruppenarzt der SA-Fliegerlandesgruppe Nordmark. 1933 wurde er Mitglied des Nationalsozialistischen Lehrerbundes.
Gesundheitliche Probleme, bedingt durch einen im März 1927 erlittenen schweren Motorradunfall, unter anderem epileptische Anfälle, beeinträchtigten ab 1929 seine Arbeit. Außerdem wurde ihm der Führerschein entzogen. Bei Vorlesungen und Operationen wurden bei ihm deutliche Ausfallerscheinungen beobachtet, so dass es Bedenken gegen die Fortführung seiner Tätigkeit gab. Eine Anzeige wegen fahrlässiger Tötung der im März 1934 von Gaza operierten und verstorbenen Tochter des Landesbauernführers Karl Seemann wurde niedergeschlagen. Nachdem er im August 1934 bei einem epileptischen Anfall einen Autounfall verursacht hatte, durfte er nach einem Gutachten führender Mediziner Mecklenburgs kein Fahrzeug mehr führen und nur unter Aufsicht operieren. Eine vom Mecklenburgischen Staatsministerium Anfang 1936 angeregte Versetzung in den Ruhestand kam unter anderem nach der durch Ferdinand Sauerbruch erfolgten Beurteilung nicht zustande. 1936 wurde er von einem Omnibus überfahren und starb noch am selben Tag.

## Veröffentlichung
- Grundriß der Wundversorgung und Wundbehandlung sowie der Behandlung geschlossener Infektionsherde. Berlin 1921.